# Three Forks
La ville américaine de Three Forks est située dans le comté de Gallatin, dans l’État du Montana. Lors du recensement de 2010, sa population a été estimée à 1 869 habitants.
La ville de Three Forks est nommée ainsi parce qu'elle marque officiellement le point géographique des sources du Missouri, où les rivières Jefferson, Madison et Gallatin convergent pour former le Missouri.

## Source
- (en) Cet article est partiellement ou en totalité issu de l’article de Wikipédia en anglais intitulé « Three Forks, Gallatin County, Montana » (voir la liste des auteurs).